# Doruchów
Doruchów – wieś w Polsce, położona w województwie wielkopolskim, w powiecie ostrzeszowskim, w gminie Doruchów, przy drodze wojewódzkiej nr 450 między Grabowem nad Prosną a Wieruszowem. 
Siedziba gminy Doruchów. W latach 1954–1972 wieś należała i była siedzibą władz gromady Doruchów.
Położona jest w Kotlinie Grabowskiej, ok. 11 km na wschód od Ostrzeszowa i ok. 35 km na południe od Ostrowa Wielkopolskiego. Druga pod względem liczby mieszkańców miejscowość powiatu ostrzeszowskiego. Nie posiada praw miejskich

## Integralne części wsi
| SIMC    | Nazwa     | Rodzaj    |
| ------- | --------- | --------- |
| 0196641 | Dąbrówka  | część wsi |
| 0196658 | Emilianów | część wsi |
| 0196664 | Huby      | część wsi |

## Nazwa
W 1295 w kronice łacińskiej Liber fundationis episcopatus Vratislaviensis miejscowość wymieniona jest jako villa Doruchowo.
Miejscowość historycznie należy do ziemi wieluńskiej. Ma metrykę średniowieczną i istniała od przełomu XIII I XIV wieku. Wymieniona została w 1305 w dokumencie zapisanym w języku łacińskim jako Doruchowo .

## Historia
Pierwsza wzmianka o Doruchowie pochodzi z 1213. Była wsią szlachecką. W 1415 odnotowana jako własność Mikołaja z Kępna. W XV i XIV wieku istniały tutaj huty żelaza, do których dostarczano rudę żelaza wydobywaną m.in. w okolicznym Wyszanowie . Do XIX wieku znajdował się tu ośrodek hutnictwa żelaza na lokalną skalę, a do 1852 we wsi czynna była kopalnia wapienia.
Podczas Powstania wielkopolskiego we wsi przebywał sztab Frontu Południowego, w ramach którego walczył 11 Pułk Strzelców Wielkopolskich, dowodzony przez Stanisława Thiela.
W Doruchowie urodził się Teofil Wolicki, arcybiskup poznańsko-gnieźnieński, a w sąsiednim Tokarzewie jeden z najznamienitszych polskich geografów, profesor Zbyszko Chojnicki.

### Proces czarownic
W odległości ok. 1 km od miejscowości znajduje się wzgórze zwane „Wzgórzem Czarownic”. Według anonimowej Relacyi naocznego świadka, podpisanej X.A.R., a opublikowanej w roku 1835, na tym wzgórzu w roku 1775, miano spalić na stosie 11 kobiet, a 3 dalsze miały wcześniej zginąć w trakcie tortur. Kobiety te zostały oskarżone o rzucanie czarów na dziedziczkę i utrzymywanie kontaktów z diabłami.
Janusz Tazbir uważał, że opis procesu i kaźni był niedokładny i przesadzony:

Reasumując należy przyjąć, że jeżeli nawet w Doruchowie był jakiś proces o czary, to na pewno nie tak liczny i nie w roku wymienionym w relacji.

W Archiwum Akt Dawnych w Ostrzeszowie Tazbir znalazł jednak dokument z roku 1783, według którego wójt i ławnicy z Grabowa nad Prosną (wspomnieni w Relacyi naocznego świadka) zostali usunięci z urzędów za to, że wezwani przez dziedzica z Doruchowa skazali na spalenie na stosie 6 kobiet uznanych za czarownice. 
Ewa Danowska zbadała w Bibliotece Naukowej PAU i PAN w Krakowie materiały po Kazimierzu Dobrowolskim a także ekstrakt (wypis) z ksiąg miejskich ostrzeszowskich, który pierwotnie znajdował się w krakowskim Archiwum Akt Dawnych w zbiorze rodziny Skórzewskich. Opisuje on sam proces domniemanych czarownic przeprowadzony w 1762 w Ostrzeszowie, w którym oskarżono cztery kobiety: Mariannę Przybyłową, Łucję Malchrową, Elżbietę Bartkową i Agnieszkę Pierdolinę, oskarżone o szkodzienie na zdrowiu miejscowym dziedzicom, właścicielom wsi Doruchów: Wiktorii z Wiesiołowskich i Eustachego Skórzewskiego. Przesłuchanie podejrzanych kobiet i wydanie na nie wyroku nastąpiło 24 marca 1762 a trzy z nich spalono na stosie ustawionym na granicy dóbr Doruchowa.
W roku 1776 Sejm znosząc karę śmierci za uprawianie czarów nie wspomniał w uchwale o tym rzekomo głośnym wydarzeniu, brak też o nim wzmianki w ówczesnej prasie czy pamiętnikach.

## Zabytki

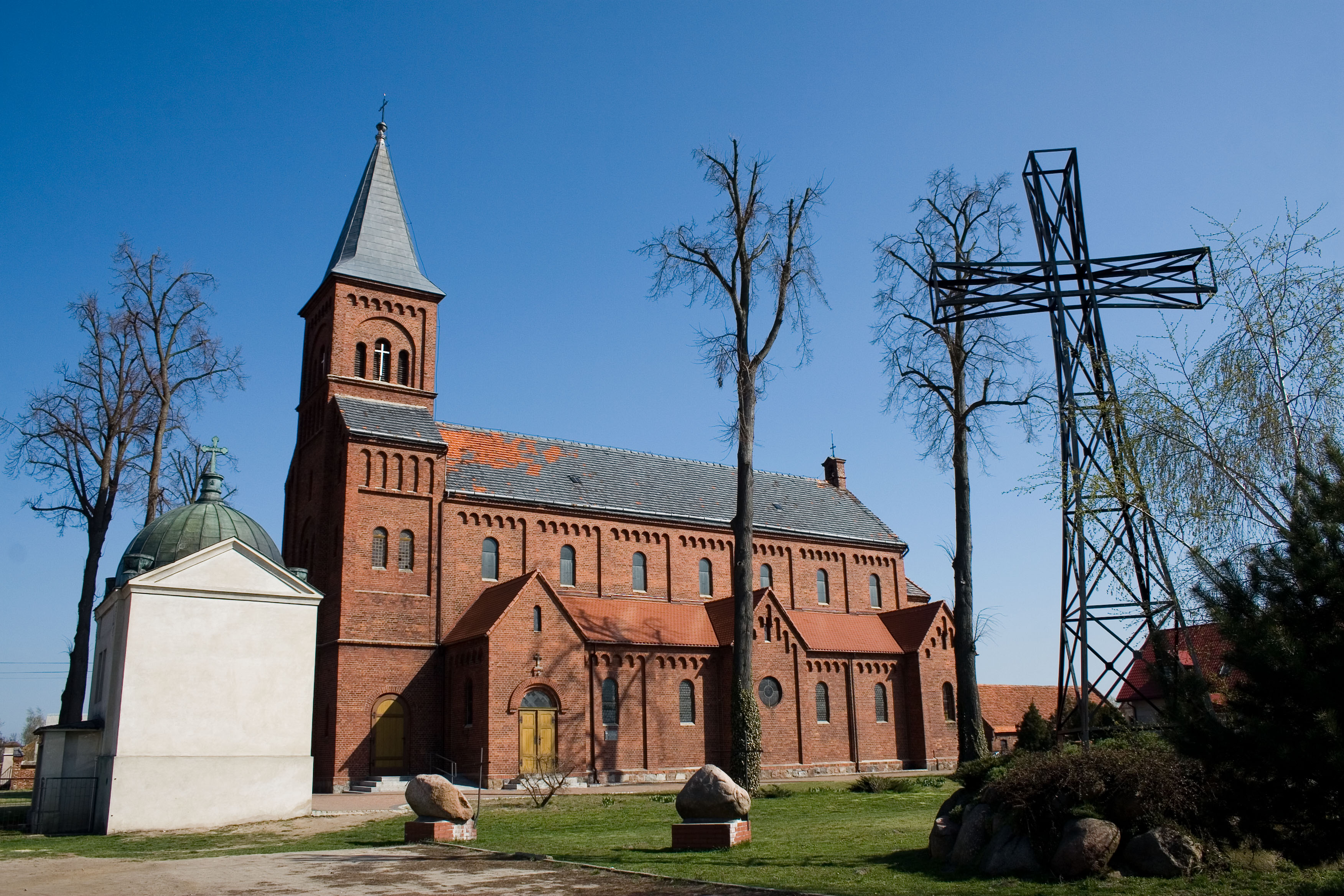
Kościół św. Stanisława Kostki

- kościół parafialny z monstrancją z XVIII wieku, która miała być ufundowana przez doruchowskiego dziedzica – pośredniego sprawcę procesu czarownic z 1775
- grobowiec rodu Thiel, w którym pochowany jest m.in. Stanisław Thiel
- Młyn z początków XIX wieku, początkowo młyn wodny, a od 1959 (po elektryfikacji) elektryczny, obecnie w posiadaniu rodziny Bogaczyńskich.
- dworek rodziny Thielów mieszczący się w parku (obecnie biblioteka publiczna)

## Ludzie związani z Doruchowem
W latach 1914-18 administrował majątkiem Doruchów Leon Prebisz – polski historyk sztuki, prawnik.